# ستيفن إيتون
ستيفن إيتون (بالإنجليزية: Stephen Eaton)‏ هو منافس ألعاب قوى أسترالي، ولد في 15 سبتمبر 1975 في توومبا في أستراليا.

## روابط خارجية
- ستيفن إيتون على موقع النتائج التاريخية لألعاب القوى الأسترالية (الإنجليزية)
- ستيفن إيتون على موقع Paralympic.org (الإنجليزية)